# Phénothiazines

La phénothiazine, la molécule dont dérivent les éléments de la famille des phénothiazines.

Les phénothiazines sont un groupe de composés aromatiques dérivés de la phénothiazine, un composé tricyclique constitué d'un cycle de thiazine — composé hétérocyclique contenant du soufre et l'azote —— fusionné avec deux cycles de benzène. Ces composés sont notamment utilisé comme colorants, médicaments et insecticides. Le premier neuroleptique jamais découvert, la chlorpromazine, appartient à ce groupe.
En pharmacologie, les phénothiazines forment la plus grande des cinq classes principales de médicaments antipsychotiques. Bien que ces médicaments soient généralement efficaces, on observe souvent des effets secondaires réversibles à l'arrêt du traitement, parmi lesquels des troubles extra-pyramidaux et de la sédation (en particulier dans les premières phases du traitement).

## Propriétés

Squelette de base des phénotiazines

Les phénothiazines sont des composés relativement peu solubles dans l'eau, s'oxydant facilement, et se décomposant rapidement en solution, réaction facilitée en présence d'ions de métaux lourds. Les phénotiazines sont divisées en trois sous-groupes, en fonction de la nature de leurs chaînes latérales. Ces trois sous-groupes sont nommés phénothiazines aliphatiques, pipéridinées et pipérazinées. 

### Phénothiazines aliphatiques
Les phénothiazines aliphatiques sont celles comportant une chaîne latérale ouverte en R2. On y compte notamment :
- l'acépromazine
- la chlorpromazine (Thorazine, Largactil)
- la cyamémazine (Tercian)
- la lévomépromazine (Nozinan)
- l'oxomémazine (Toplexil)
- la promazine
- la prométhazine
- la triflupromazine (Vesprin)

Ce sont généralement des antipsychotiques faibles, et des neuroleptiques à pouvoir faible ou modérés, mais avec de puissants effets sédatifs et dans une moindre mesure anticholinergiques. 

### Phénothiazines pipéridinées
Ce sont les phénothiazines comportant une chaîne latérale en R2 qui contient un cycle de pipéridine. On y compte notamment :
- la mésoridazine
- la métopimazine (Vogalène)
- la pécazine
- la thioridazine (Mellaril)

Elles se distinguent par de puissants effets anticholinergiques et sédatifs.

### Phénothiazines pipérazinées
Ce sont les phénothiazines comportant une chaîne latérale en R2 qui contient un cycle de pipérazine. On y compte notamment :
- la carfénazine (en)
- la fluphénazine (Modécate, Moditène)
- la perazine (en) (Taxilan)
- la perphénazine (et son dérivé le BL1020)
- la prochlorpérazine (Compazine, Stemetil)
- la trifluopérazine (Stelazine)

Elles se distinguent par une forte affinité pour les récepteurs D2 à la dopamine tandis que leurs effets anticholinergiques et sédatifs sont faibles, avec pour conséquence d'importants effets antipsychotiques et extrapyramidaux. 

## Synthèse
La phénothiazine est en général préparée par réaction d'oxydoréduction catalysée entre la diphénylamine et deux équivalents de soufre, produisant également du sulfure de dihydrogène gazeux :
(C6H5)2NH  +  2 S  →   C12H9NS  +  H2S
La phénothiazine ainsi obtenue est ensuite purifiée par distillation sous vide.
Les dérivés de phénothiazine peuvent être synthétisés de la même façon à partir de p-diamines ou d'aminothiophénols et de soufre,.